# Eosentomon romanum
Eosentomon romanum är en urinsektsart som beskrevs av Josef Nosek 1969. Eosentomon romanum ingår i släktet Eosentomon och familjen trakétrevfotingar. Inga underarter finns listade i Catalogue of Life.